# Уильям Грант и сыновья
Уильям Грант и сыновья (англ. William Grant & Sons Ltd.) — независимое шотландское семейное предприятие по производству шотландского виски и других категорий крепких напитков.
Компания была основана в 1886 году Уильямом Грантом, и в настоящее время управляется потомками основателя. Она является крупнейшей в небольшом сегменте производителей шотландского виски из тех, которые продолжают традиции семейного бизнеса. «Уильям Грант и сыновья» часто сокращенно к «В. Грант и сыновья» или просто «Grant’s», по имени их самого известного виски.
Компания является третьим крупнейшим производителем шотландского виски (10,4 % рынка) после Diageo (34,4 %) и Перно Рикар. Центральная штаб-квартира компании расположена в Strathclyde Business Park, Северный Ланаркшир. Отдел по продажам и маркетингу находится в Ричмонде, Лондон. Компания является членом Шотландской ассоциации виски.
Мастер купажа компании — Брайен Кинсман, который перенимал знания и опыт в течение 8 лет от предыдущего мастера купажа Дэвида Стюарта, являвшегося, в свою очередь, официальным мастером купажа компании «William Grant and Sons» c 1969 по 2008 год

## История
В 1839 году родился основатель компании William Grant & Sons Уильям Грант.
В 1866 году Грант начал работу бухгалтером на винокурне Mortlach (Мортлак). Здесь он впервые узнал секреты дистилляции и уже вскоре стал управляющим.
Мечты Гранта о собственном большом проекте воплотились в жизнь лишь через двадцать лет — именно столько понадобилось времени, чтобы скопить 750 фунтов стерлингов для покупки перегонного оборудования и винокурни. Своим скромным жалованьем — сто фунтов в год — Гранту приходилось распоряжаться более чем бережливо: надо было не только откладывать деньги на собственное дело, но и растить девятерых детей. Все семейство кропотливо трудилось вместе с отцом, разделяя его мечту «создать лучший глоток в долине».
В 1886 году Уильям Грант наконец-то смог приобрести оборудование для винокурни и участок земли возле речки Фиддик в районе Спейсайд в центральной Шотландии. Строительство винокурни Гленфиддик англ. Glenfiddich (в переводе с гэльского — «долина оленей»), продолжалось целый год — Гранты все делали вручную.
Первые капли спирта появились под Рождество 1887 года — этот год и считается датой основания компании William Grant & Sons. Через пять лет спрос на виски Гранта вырос, увеличились и доходы, и он смог построить ещё одну винокурню, Balvenie.
В 1898 году его бизнес оказался под угрозой из-за банкротства компании Pattison — крупнейшего оптового торговца виски, который закупал спирты по всей Шотландии, купажировал их и разливал по бутылкам. Многие винокурни в Спейсайде закрылись, но Уильям Грант, несмотря на большие долги, решил сам разливать и продавать виски. Он арендовал магазин в Глазго и за полтора месяца с помощью своего зятя Чарльза Гордона продал всего 12 бутылок. Затем — целых два ящика. Дальше дела пошли в гору.
Когда Грант узнал, что верховный комиссар Великобритании в Канаде приходится ему дальним родственником, то немедленно отправил своего сына Джона договариваться о поддержке. В 1905 году Джон Грант открыл представительство компании в Оттаве. William Grant & Sons стала первой компанией, наладившей поставки шотландского виски в Северную Америку, и это обеспечило ей хорошие прибыли на многие годы вперед.
В поисках новых рынков сбыта Чарльз Гордон отправился на Восток и побывал во всех британских колониях от Индии до Новой Зеландии, по пути посетив Японию, Китай и Филиппины. А после объехал ещё и Северную Европу. К 1914 году у William Grant & Sons в 30 странах мира насчитывалось свыше 60 торговых агентств.
После смерти Уильяма Гранта в 1923 году дело продолжил его сын Джон. Он приступил к модернизации устаревших мощностей завода семьи. Были построены новые производственные помещения, проведена электрификация, и до наших дней все сохранилось в том виде, в каком было создано первоначально.
Сейчас William Grant & Sons возглавляет представитель пятого поколения семьи Грантов — Питер Грант Гордон. За более чем сто лет существования компании процесс производства виски практически не изменился — на винокурнях строго придерживаются традиционных технологий, благодаря чему уникальные рецептуры остаются прежними.

## Бренды
Компания William Grant & Sons производит некоторые из ведущих мировых брендов шотландского виски, среди которых купажированный виски Grant's, один из наиболее любимых односолодовых виски в мире Glenfiddich, коллекция односолодовых виски The Balvenie, джин Hendrick's, а также другие напитки.
Самый популярный виски под маркой Вильям Грантс — купажированный виски крепостью в 43 градуса, недорогой, но очень качественный. Он продается в ставшей знаменитой стеклянной бутылке треугольной формы. Также есть менее популярные двенадцатилетние, пятнадцатилетние и восемнадцатилетние виски Вильям Грантс крепостью в 40 градусов.

## Международное признание
Благодаря заслугам мастера купажа Дэвида Стюарта, который работает на должности мастера винокурни в компании William Grant & Sons с 1974 года, компания 6 раз получила титул «Винокурня года», что до этого не удавалось достичь ни одному производителю виски.
Этот титул компания получала в 2007, 2006, 2005, 2001, 2000 и 1999 году.
В 2007 г. Дэвид стал лауреатом премии журнала Malt Advocate «Достижение всей жизни» англ. Lifetime Achievement Award, а также победил в номинации «Выдающееся достижение в сфере производства шотландского виски» англ. Achievement in the Scotch Whisky Industry на конкурсе International Wine & Spirit Competition (IWSC).